# Crombismita
La crombismita és un mineral de la classe dels òxids. Rep el seu nom de la seva composició química, formada per crom i bismut.

## Característiques
La crombismita és un òxid de fórmula química Bi16CrO27. Cristal·litza en el sistema tetragonal. La seva duresa a l'escala de Mohs es troba entre 3 i 3,5.
Segons la classificació de Nickel-Strunz, la crombismita pertany a «04.CC: Òxids amb relació Metall:Oxigen = 2:3, 3:5, i similars, amb cations de mida mitjana i gran» juntament amb els següents minerals: freudenbergita, grossita, clormayenita, yafsoanita, latrappita, lueshita, natroniobita, perovskita, barioperovskita, lakargiïta, megawita, loparita-(Ce), macedonita, tausonita, isolueshita, crichtonita, davidita-(Ce), davidita-(La), davidita-(Y), landauïta, lindsleyita, loveringita, mathiasita, senaïta, dessauïta-(Y), cleusonita, gramaccioliïta-(Y), diaoyudaoïta, hawthorneïta, hibonita, lindqvistita, magnetoplumbita, plumboferrita, yimengita, haggertyita, nežilovita, batiferrita, barioferrita, jeppeïta, zenzenita i mengxianminita.

## Formació i jaciments
Va ser descoberta a la mina Jialu, al comtat de Luonan de la prefecura de Shangluo, a la província de Shaanxi (Xina). També ha estat descrita a la mina Posse, a São José de Brejaúba, a l'estat de Minas Gerais, Brasil. Es tracta dels dos únic indrets on ha estat descrita aquesta espècie mineral.